# Советские игровые автоматы

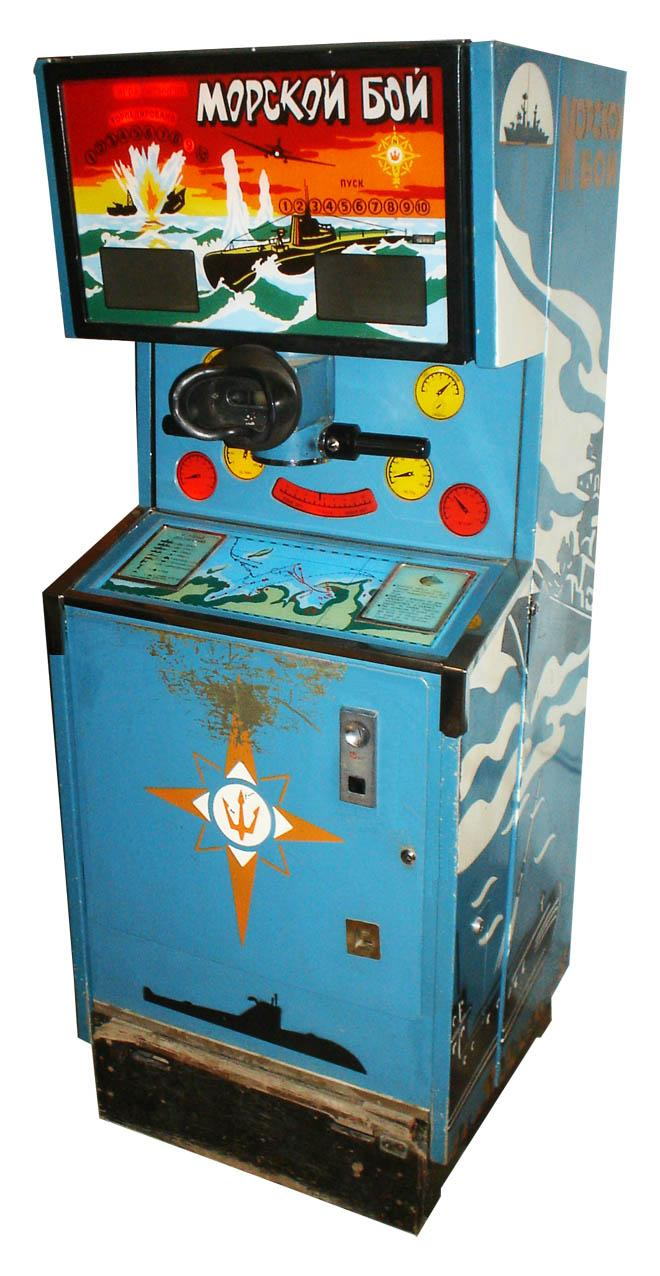
Игровой автомат «Морской бой» - наиболее известный и распространённый в СССР

Развлекательные устройства, или игровые автоматы, производились в республиках СССР с начала 1970-х годов. Советские игровые автоматы размещались в местах проведения досуга — парках, кинотеатрах, залах игровых автоматов, а также в зонах ожидания вокзалов, гостиничных вестибюлях и т. п.. Оплата игры производилась монетами или жетонами. Устройства не выдавали денежных призов. Значительная их часть лишь предоставляла право игры одному или нескольким игрокам в течение определённого времени. Некоторые автоматы в качестве выигрыша предлагали дополнительное игровое время, в аппаратах с вещевым выигрышем в качестве призов выступали игрушки или сувениры.

## Основные сведения
Эти устройства часто встречались в парках культуры и отдыха, «залах игровых автоматов», кинотеатрах, вестибюлях гостиниц, магазинах, на вокзалах и в других местах. Данные устройства не имеют отношения к азартным играм, они имеют назначение, аналогичное аркадным игровым автоматам в других странах. Так как в качестве приза автомат обычно не выдавал денежное вознаграждение, а предлагал сыграть ещё один раз бесплатно, то это предотвращало формирование у отдыхающих нездорового азарта, а из-за невысокой цены игры (15 копеек — цена пустой поллитровой бутылки от кефира) не случалось трагических инцидентов с проигрышами крупных сумм денег. Приз, который мог вытащить удачливый игрок в автомате «подъёмный кран», представлял собой мягкую или резиновую игрушку, школьную принадлежность, диафильм.
Советские игровые автоматы появились в начале 1970-х годов и просуществовали до распада СССР. 
Уже в начале 1973 года была опубликована информация о создании комплекта оборудования для стрелкового тира, в котором использовались массогабаритные макеты малокалиберных винтовок с лазерным излучателем малой мощности и светочувствительными мишенями (регистрирующими точное место попадания выстрела), на основе которого в дальнейшем были созданы игровые автоматы - имитаторы стрельбы по подвижным мишеням.
Технически советские игровые автоматы можно разделить на две группы: механические (или электромеханические) и электронные (на базе дискретной логики или микропроцессоров). Последние обычно использовали ТВ-экран для отображения игрового сюжета, то есть являются типичными аркадными игровыми машинами. Как правило, это достаточно оригинальные конструкции, хотя и с возможным заимствованием зарубежных идей, но реализованные на советской технической базе.
Цена игры на игровом автомате обычно составляла пятнадцать копеек. Стандартная надпись на наклейках с инструкцией, объясняющая, как начать игру: «Опустите монету 15 коп. Гнутые и юбилейные монеты не опускать». В автоматах, сохранившихся до настоящего времени, могут встречаться модифицированные монетоприёмники, рассчитанные на приём жетонов (на корпус автомата трафаретом или наклейкой наносится соответствующая надпись). Часто автоматы приобретались для использования в детских коллективах, например, интернатах или пионерских лагерях для развлечения подшефных детей. В этом случае монетоприёмный блок заменялся просто кнопкой включения игры.
Бывают случаи, когда один и тот же автомат известен под разными названиями. Например, автоматы «Охота» и «Ни пуха, ни пера» различаются лишь внешним видом мишеней.
С начала 1990-х годов их количество стало резко уменьшаться. В дальнейшем игровые автоматы были окончательно вытеснены своими конкурентами на базе бытовых компьютеров (часто — ZX Spectrum или клоны NES), позднее — зарубежными аналогами.
В 2007 году в Москве открылся Музей советских игровых автоматов, филиал которого есть также в Санкт-Петербурге. В 2010 году состоялся первый Чемпионат по борьбе на советских игровых автоматах.
В настоящее время советские игровые автоматы сохранились лишь в некоторых парках культуры и отдыха и редких залах игровых автоматов, специализирующихся именно на советских игровых автоматах.

## Список известных игровых автоматов

### Механические
- Баскетбол
- Кран
- Марсоход
- Футбол
- Хоккей

### Электромеханические

#### Автоматы-качалки
- Багги
- Дельфин
- Гусь
- Зебра
- Конь
- Космик
- Кот Леопольд
- Кузнечик
- Лев
- Машинка
- Морской патруль
- Морской патруль-М
- Мотоцикл
- Петушок
- Самолет
- Самолет-М
- Спутник
- Спутник-М
- Трактор
- Трактор-М
- Цирк

#### Имитаторы

##### Стрелковые
- Дуплет (модификация игрового автомата «Зимняя охота» для двух игроков)
- Зимняя охота
- Меткий стрелок
- Ни пуха, ни пера (модификация АС-2 игрового автомата «Охота» — охота на болоте)
- Охота (несколько вариантов)
- Космический Охотник
- Снайпер
- Снайпер-2 (технически улучшенная модификация игрового автомата «Снайпер»)

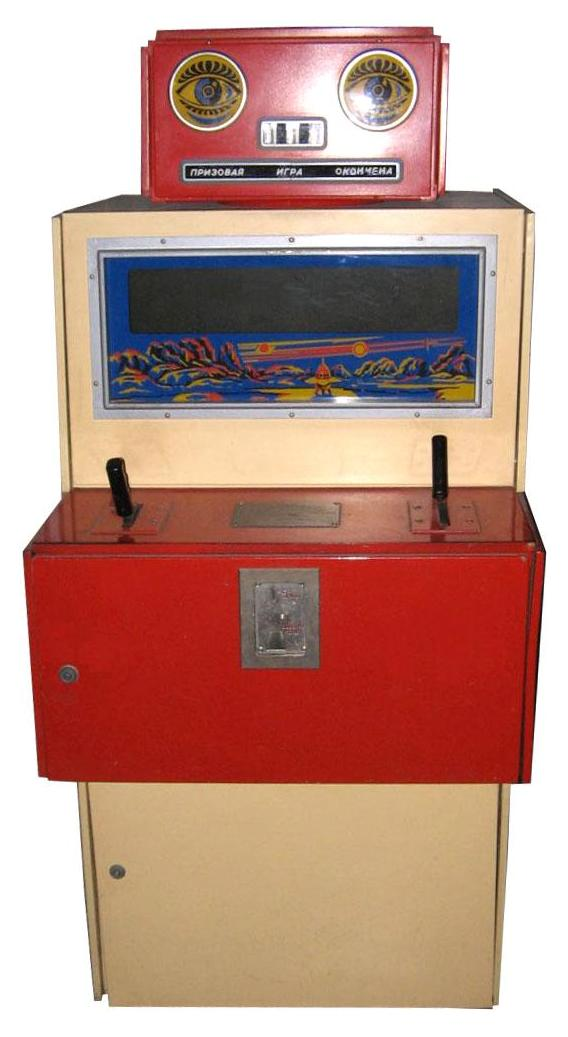
Игровой автомат «Астропилот»

- Тир[2]
- Точный стрелок
- Удачный выстрел

##### Прочие
- 01
- Астропилот
- Вираж
- Воздушный бой
- Ледокол
- Лоцман
- Мастерпилот
- Морской бой[3]
- Морской бой-М
- Морская дуэль (модификация игрового автомата «Морской бой»)
- На Луну
- Обгон
- Подводный бой
- Подводная лодка
- Спасение на море
- Танковая атака
- Танкодром
- Торпедная атака[4]
- ЭТ-10М

#### Манипуляторы
- Автокран Б327 (или просто «Кран»)
- Автокран Б327-3М (более поздняя модификация игрового автомата Автокран Б327)
- Батискаф Б327-1М
- Зонд Б327-1М
- Зонд Б327-2М (более поздняя модификация игрового автомата Автокран Б327-1М)
- Кран-карусель АИК-1

#### Спортивные
- Баскетбол
- Буллит
- Голкипер
- Кегельбан
- Мини-кегли
- Мини-кегли-М
- Мотогонки
- Пенальти
- Репка (силомер)
- Тайфун
- Футбол
- Футбол-4
- Форвард
- Хоккей
- Хоккей-М
- Шайбу! Шайбу!

#### Пинбол
- Ну, погоди!
- Спорт
- Удар! Еще удар!…
- Цирк

#### Прочие
- Скороход

### Электронные

#### Телевизионные
- Автогонки
- Авторалли
- Авторалли-М
- Городки
- Диск
- Истребители
- Лабиринт
- Лело
- Магистраль
- Магистраль-М
- Мотогонки-Т
- Мяч-мишень
- Память
- Перехватчик
- Пинг-бол
- Радар-Т
- Сафари
- Скачки
- Спектр-Б200
- Стрелковые игры
- Стрелковые игры-Ц
- Телеавторалли
- Телеохота
- Телеспорт
- Телетир-4
- Телетир-4Ц
- Тир-спринт
- Цветогон
- Центр-1000
- Чемпион-М
- Шар

##### На базе платформыТИА-МЦ-1
- Автогонки (198?)
- Биллиард (198?)
- Звездный рыцарь (198?)
- Истребитель (198?)
- Конёк-Горбунок (198?)
- Кот-рыболов (198?)
- Котигорошко (198?)
- Остров дракона (198?)
- Остров сокровищ (198?)
- Снежная королева (198?)
- S.O.S. (198?)

##### На базе платформыФотон
- Клад
- Лабиринт
- Питон
- Тетрис

##### На базе платформыСпектр
- Звездный АС
- Флиппер
- Сокровища Нептуна
- На чужой планете

#### Прочие
- Викторина
- Викторина-60
- Фортуна

### Прочие или те, для которых категория не определена
- Lander
- Lовis
- Азарт
- Велокросс
- Веселый шар
- Железная машина
- За рулём
- Кварк
- Квартет
- Лимпопо
- Охота на болоте
- Пинбол
- Подводная охота
- Ракетоносец
- Ралли
- Слалом
- Танковый бой
- Шанс
- Щит Родины